# Cernelele de Sus, Dolj
Cernelele de Sus este un sat ce aparține municipiului Craiova din județul Dolj, Oltenia, România.
 Acest articol despre o localitate din județul Dolj este deocamdată un ciot. Puteți ajuta Wikipedia prin completarea lui.